# Wildspitze
Die Wildspitze ist mit 3768 m ü. A. Höhe der höchste Berg Nordtirols und der Ötztaler Alpen. Sie ist nach dem Großglockner (3798 m ü. A.) der zweithöchste Berg Österreichs.

## Lage
Sie liegt ca. 12 km nordöstlich des Alpenhauptkamms im Weißkamm, dem Teil der Ötztaler Alpen, der von der Weißkugel nach Nordosten gegen Sölden streicht. Ihre Süd- und Ostseite erhebt sich über dem Venter Tal, einem orografisch linken Seitental des Ötztals; ihre West- und Nordflanken bilden den Talschluss des Pitztals. Sie hat zwei Gipfel, den felsigen Südgipfel (3768 m ü. A., nach anderen Quellen 3770 m ü. A.) mit Gipfelkreuz sowie den firnigen und allmählich schmelzenden Nordgipfel (im 19. Jh. wurde 3776 m ü. A. angegeben, später 3765 m ü. A., mittlerweile 3757 m ü. A., Lage). Von den 1900er Jahren bis in die 1990er Jahre war die Höhe des Gipfels häufig mit 3774 m ü. A. angegeben, wobei damit zunächst der früher noch höhere firnige Nordgipfel gemeint war und die Diskussion über die Höhe auch von touristischen Interessen geprägt war.
Nach Norden fließt der Taschachferner ins Pitztal ab, nach Südwesten bzw. -osten der Mitterkar- bzw. Rofenkarferner ins Venter Tal.
Mit einer Schartenhöhe von 2266 Metern befindet sich die Wildspitze auf Rang vier der Alpen: Diese Differenz wird nur vom Mont Blanc (4692 m), dem Großglockner (2428 m) und dem Finsteraarhorn (2279 m) übertroffen. Die Dominanz beträgt um 48,5 Kilometer, wobei für beide Werte der Ortler Referenzberg ist.
Die Aussicht von der Wildspitze ist nur durch den Dunst und die Erdkrümmung begrenzt und reicht von den Walliser Alpen im Westsüdwesten (Täschhorn ca. 248 km, Weissmies), den Berner Alpen im Westen (Aletschhorn ca. 225 km, Finsteraarhorn, Mönch) bis zur Schobergruppe im Osten.

## Gipfelkreuz

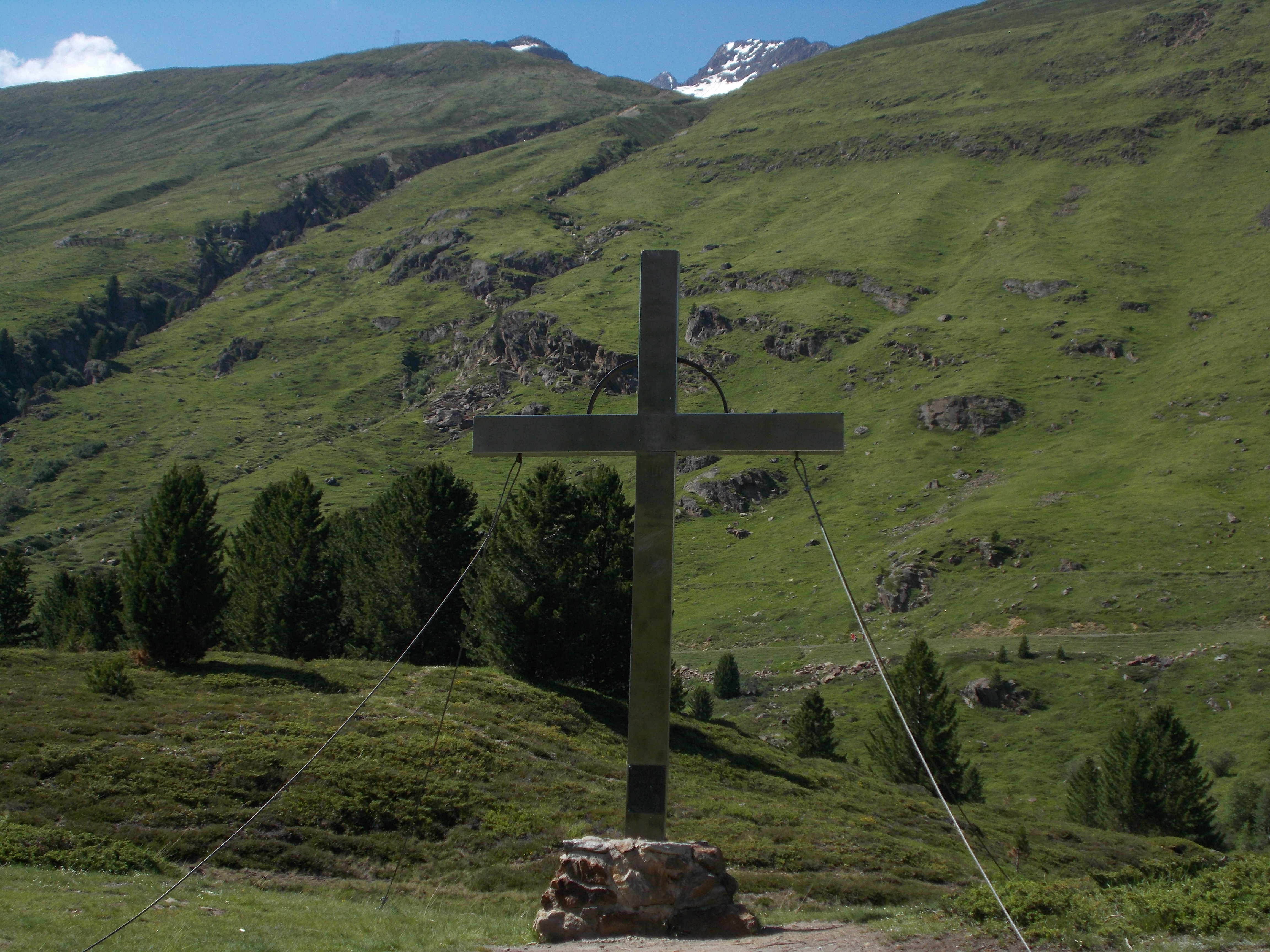
Altes Gipfelkreuz mit Blick zum Wildspitz-Südgipfel genau über dem Kreuz. Rechts davor der scheinbar höhere Ötztaler Urkund.

Im Jahr 1933 erhielt die Wildspitze ein Gipfelkreuz. Es war in Einzelteile zerlegt auf den Berg transportiert und dort zusammengesetzt und aufgestellt worden. Nach 77 Jahren wurde es von Bergführern aus Vent mit Hilfe eines Helikopters durch ein neues ersetzt. Nach einer Reinigung und Renovierung wurde das alte Kreuz am südlichen Hochufer der Rofenache zwischen dem Dorf Vent und den Rofenhöfen aufgestellt. Dort ist die einzige Stelle, von der man in diesem Tal die Wildspitze sehen kann.

## Alpinismus
Aufgrund ihrer Ausnahmestellung innerhalb der Ostalpen wird die Wildspitze im Sommer wie im Winter sehr häufig bestiegen. Durch den Bau der Pitztaler Gletscherbahn ist sie nun auch aus dem Pitztal als Tagestour zu besteigen.

### Erstbesteigung

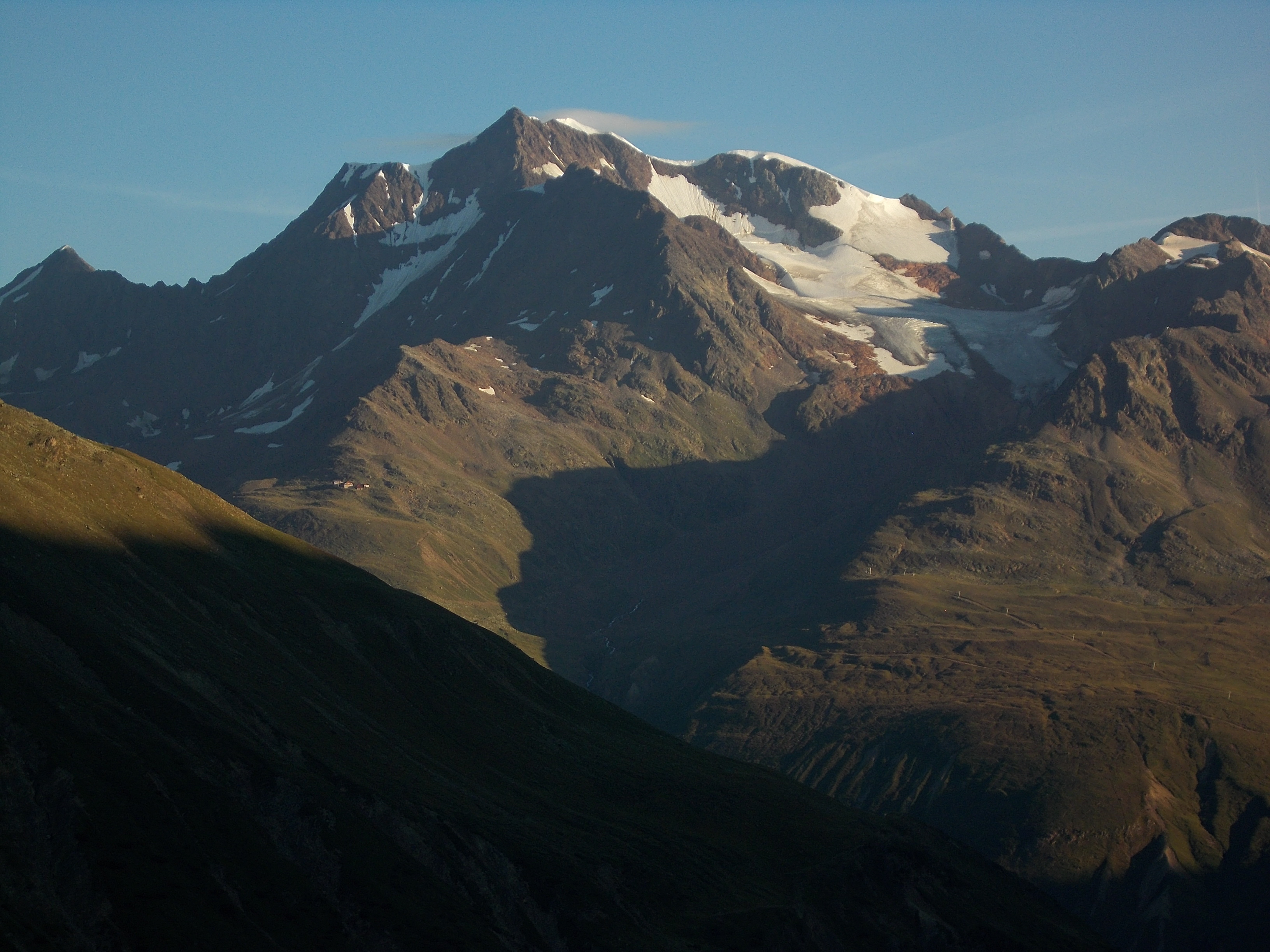
Wildspitze von Firmisan, von Südosten, mit dem Hinteren Brochkogel ganz links, dem felsigen Süd- und überfirntem Nordgipfel sowie dem Rofenkarferner

Die Erstbesteigung des Südgipfels gelang 1848 Leander Klotz aus Rofen und einem unbekannten Bauern. Den damals noch höheren Nordgipfel erstieg 1861 ebenfalls Leander Klotz als erster (über den Verbindungsgrat vom Südgipfel). Durch Abschmelzung ist der Nordgipfel seither niedriger geworden. Mittlerweile muss der Südgipfel als Hauptgipfel der Wildspitze angesehen werden. Wie ein Aufstieg von Vent über die Rofenhöfe und die dazu notwendigen Vorbereitungen damals abgelaufen sind, beschreibt in allen Einzelheiten Anton von Ruthner.

### Normalwege

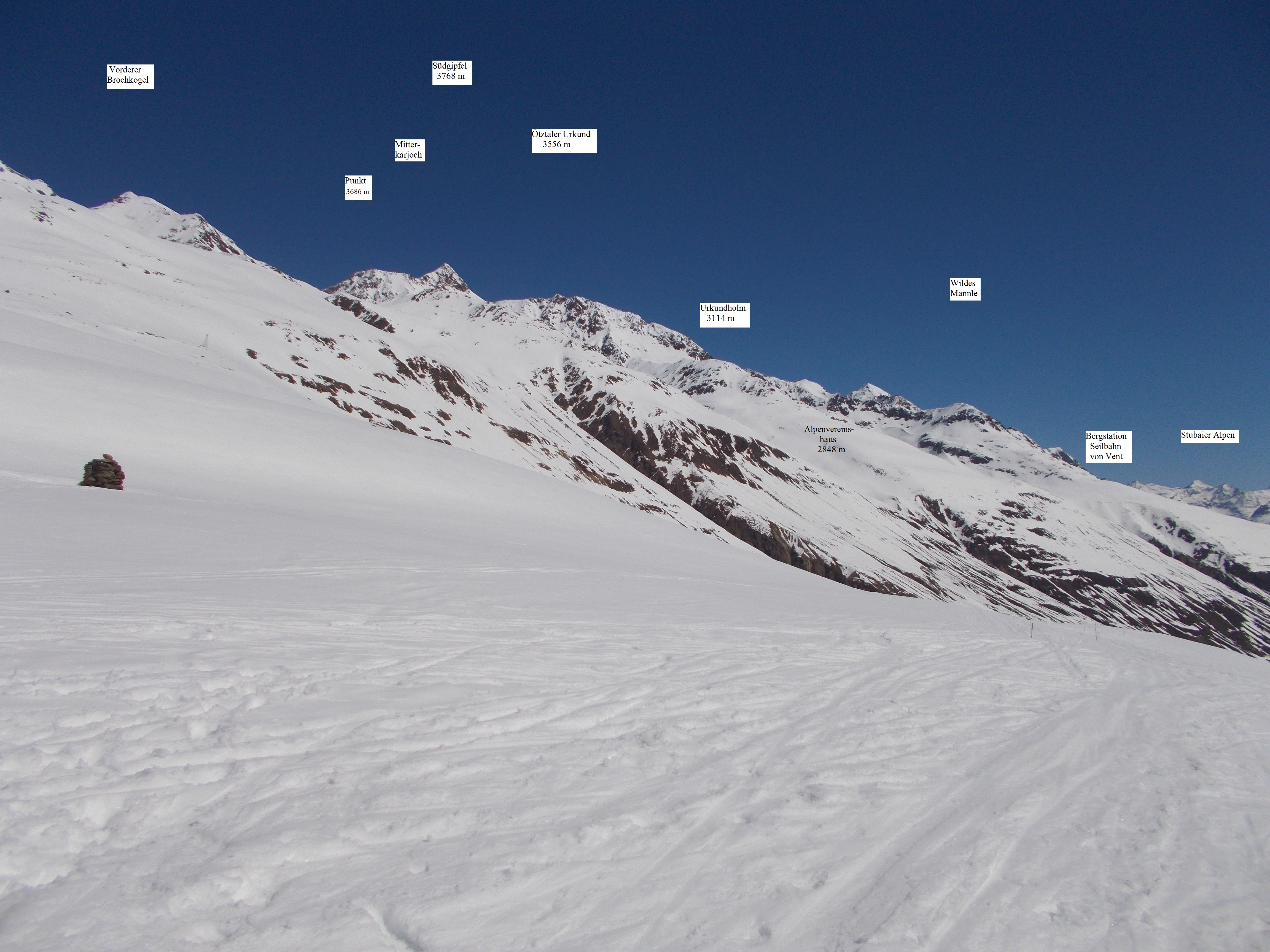
Überblick über das Wildspitzgebiet von Südwesten, vom Vernagteck

Der Normalweg führt aus dem Firnbecken nördlich des Mitterkarjochs über den Südwestgrat auf den Südgipfel und ist bei normalen Verhältnissen eine unschwierige Hochtour. Das Firnbecken kann ebenso von Vent über die Breslauer Hütte (2844 m ü. A.), das Mitterkarjoch (3468 m ü. A.) oder den Rofenkarferner erreicht werden, als auch vom Taschachhaus über den Taschachferner oder von der Braunschweiger Hütte oder der Pitztaler Gletscherbahn durch das Sommerskigebiet und über das Mittelbergjoch. Alle vier Routen führen über Gletscher und erfordern deshalb volle Gletscher-Sicherheitsausrüstung.

### Weitere Routen
Beliebte Alternativen sind der felsige Südostgrat über den Ötztaler Urkund und die 50° geneigte Nordwand (Steileis – ca. 6 Seillängen).

## Bilder

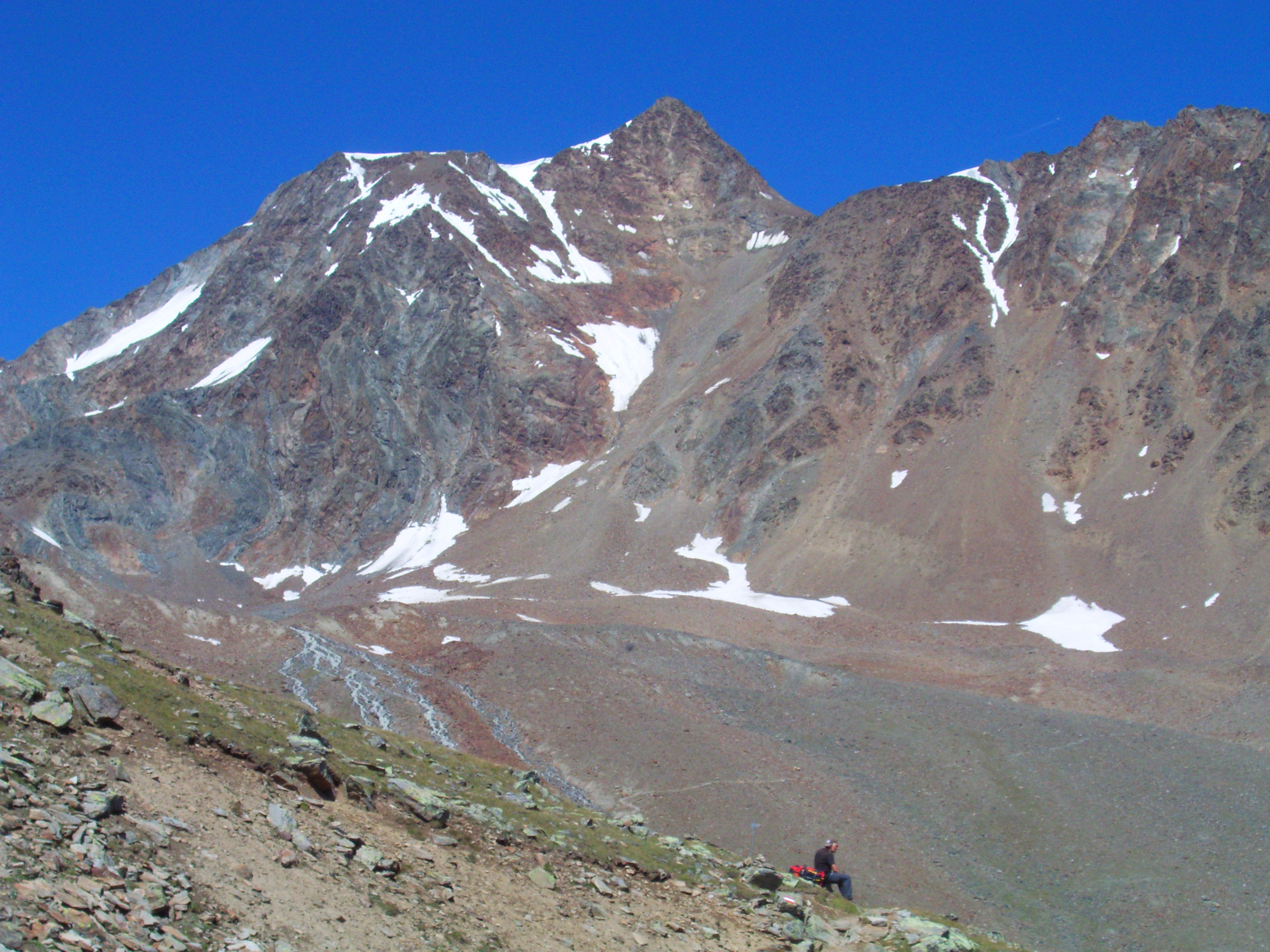
Südseite
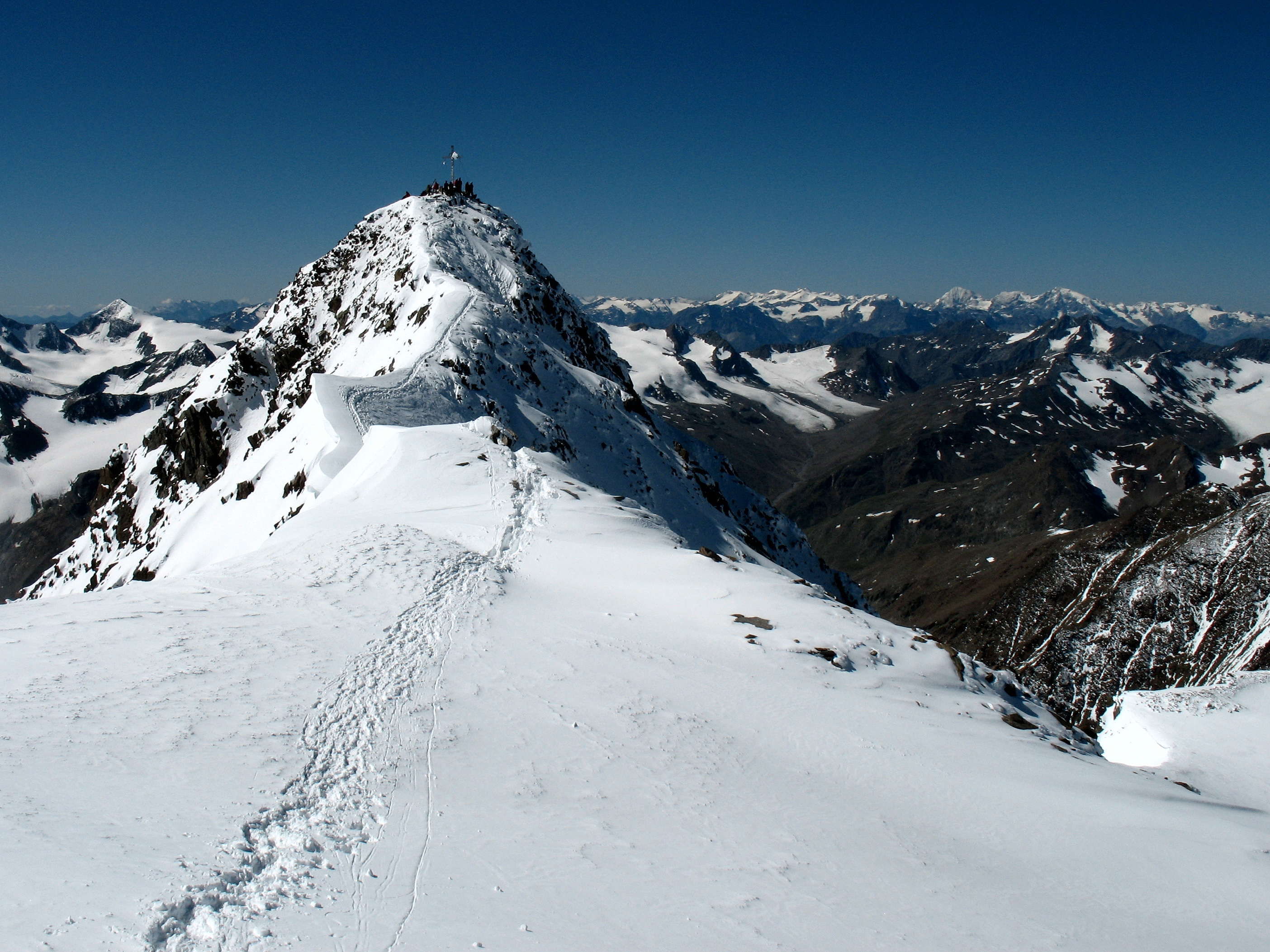
Südgipfel
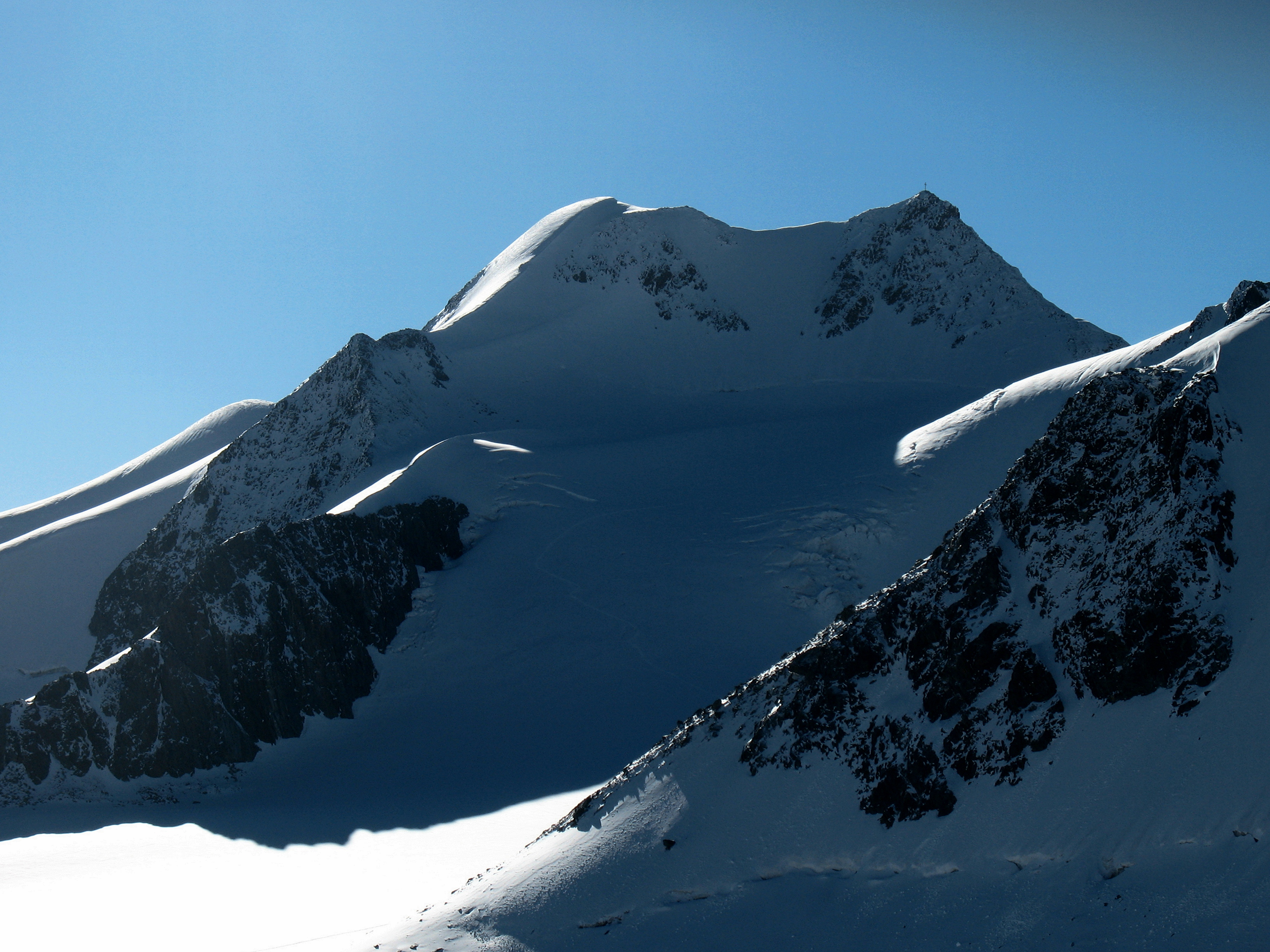
Westseite
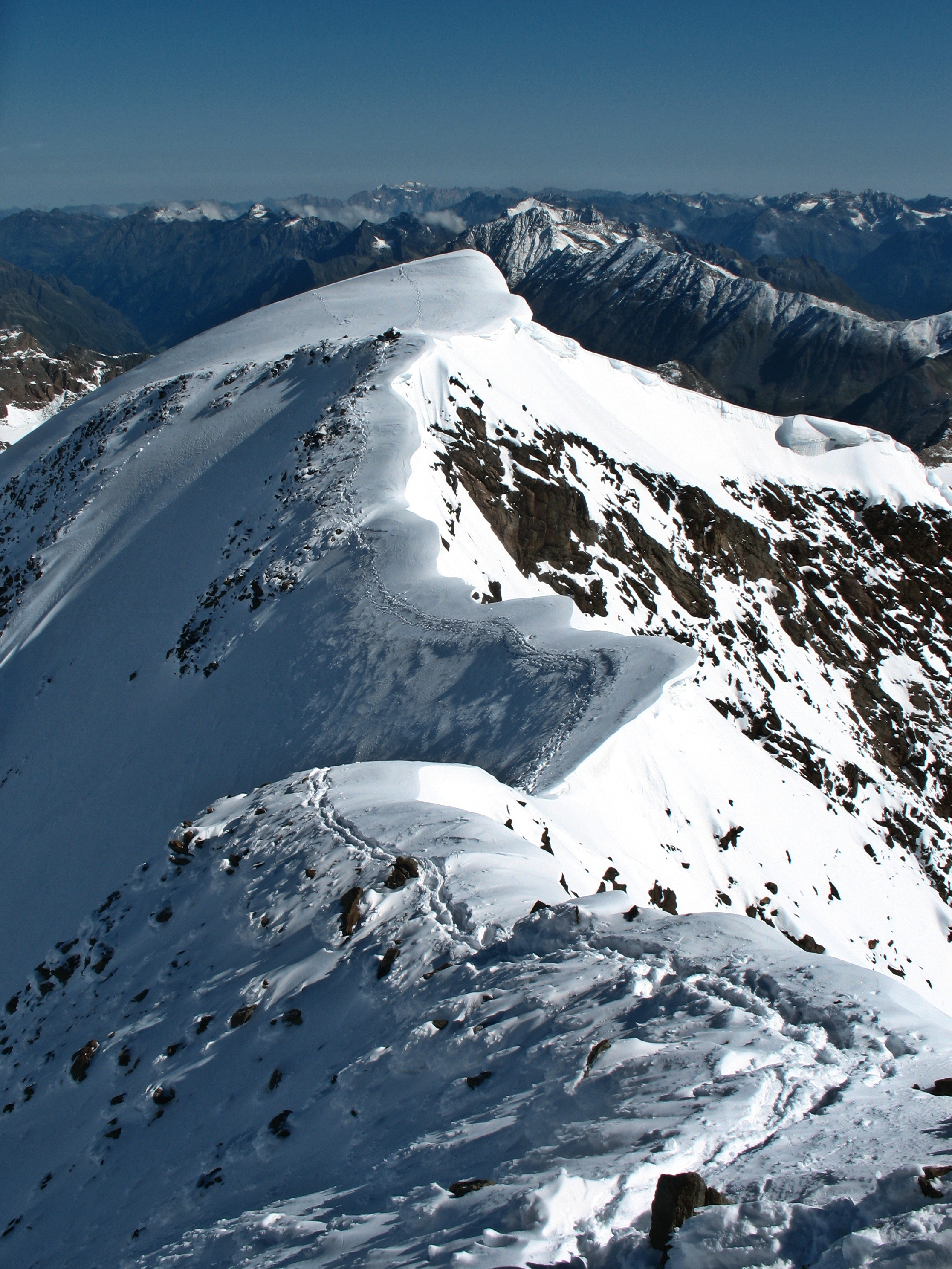
Nordgipfel
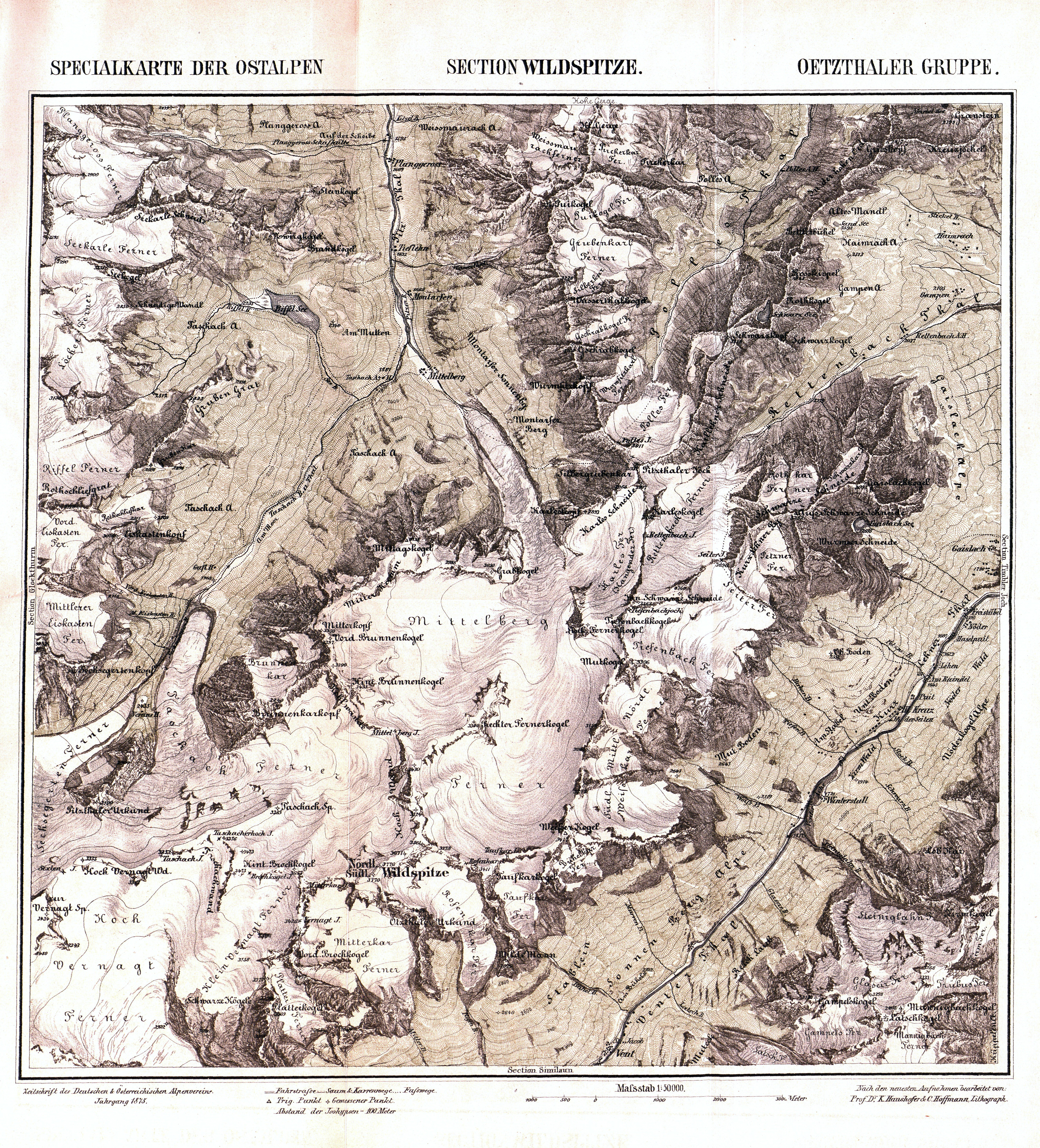
Specialkarte der Ostalpen Section Wildspitze, 1874